# 釋依法
依法法师（1959年—），為台灣的一位佛教法師、学者、作家。1979年在佛光山出家，随后在国立台湾大学获得法律学位，夏威夷大学获得哲学硕士学位，耶鲁大学获得宗教研究博士学位。
- 依法法师：如何把佛教的种子播种在西方的土壤里 （页面存档备份，存于）